# Дженнер, Кендалл
Ке́ндалл Нико́ль Дже́ннер (англ. Kendall Nicole Jenner; род. 3 ноября 1995, Лос-Анджелес) — американская модель, участница телевизионного реалити-шоу «Семейство Кардашьян».

## Биография
Кендалл Дженнер родилась 3 ноября 1995 года в городе Лос-Анджелес, штат Калифорния. Своё второе имя, Николь, получила в честь близкой подруги своей матери, Николь Браун-Симпсон, убитой в 1994. Кендалл является первой общей дочерью Брюса и Крис Дженнер, и родной старшей сестрой Кайли Дженнер. По материнской стороне является единоутробной сестрой Кортни, Ким, Хлои и Роба Кардашьян. Со стороны отца у девушки есть единокровные братья Бартон Дженнер, Брендон Дженнер, Броуди Дженнер и сестра Кассандра Дженнер. Через братьев девушка имеет родственные связи со своими лучшими подругами, сестрами Бэллой и Джиджи Хадид, так как ранее мать Брендона и Броуди была замужем за отчимом сестер Хадид, Дэвидом Фостером.
О Кендалл и её сестре Кайли впервые написали в статье Beautiful People журнала Paper в 2010 году.
До осени 2012 года Кендалл посещала частные школы в Калабасас штат Калифорния. С осени 2012 года Кендалл совместно со своей сестрой Кайли перешли на домашнее обучение из-за нехватки времени, связанной с карьерой, что можно было увидеть в их семейном шоу, выходившем на телеканале E!.
8 февраля 2013 года было объявлено, что компания PacSun выпустит эксклюзивную линию одежды Kendall & Kylie, разработанную сёстрами Кайли и Кендалл Дженнер.
В 2024 году через год после расставания она вернулась к баскетболисту Дэвину Букеру.

## Модельная карьера
Кендалл покоряет высокую моду с 13 лет. В 2010 году она подписала контракт с агентством «Wilhelmina Models» как подростковая модель. Она начала сниматься для известных молодёжных изданий, например, Forever 21, который и стал её рывком в модельном бизнесе. В этом же году юная модель появилась на страницах модных журналов OK! и TeenProm.
После их совместного с сестрой Кайли появления на страницах журнала «Peper» в статье «Beautiful People» о ней заговорили, как о перспективной манекенщице. До 2012 года звезда появилась на обложках десятка молодёжных журналов, среди них «Teen Vogue», «Seventeen», Looks, Raine, GenLux, Flavour Magazine, GoGirl и Miss Vogue Australia.
Ранее у девушки проходили фотосессии для семейного шоу «KUWTK» и совместные фотосессии со старшей сестрой Ким. Она появлялись на обложках журналов «OK!», «Teen Vogue», «Seventeen». Девушка стала привлекать к себе всё больше внимания. Карьера начала идти в гору.
В конце 2010 года юная Мисс Дженнер снялась у фотографа Ника Саглембени, фотосессия превратилась в скандал из-за откровенных снимков четырнадцатилетней девушки. Но эта фотосессия нужна была, и впоследствии на Кендалл посыпались множество предложений.
В 2011 год у Кендалл стала второй моделью, которая украсила обложку «Miss Vogue». Дженнер моделировала для журнала «Nordstrom», где её фотографом стал известный всему миру Рассел Джеймс. Кендалл и её младшая сестра также занимаются дизайном одежды, они имеют линию одежды '«Kendall & Kylie»' для молодёжной марки PacSun, продаваемую по всему США. После одежды начался триумфальный поход сестер в отдел аксессуаров и обуви: они создали сумки и обувь для дочерней марки Steve Madden — Madden Girl.
В том же 2011 году сестры Кендалл и Кайли Дженнер стали посланницами журнала Seventeen, издание назвало юных моделей звездными иконами стиля. Позже Harper’s Bazaar назвал Кендалл самой яркой представительницей формирующейся модного движения «Social Media Modelling», а Vogue окрестил её звездой эры Instagirl. Впервые на подиум Кендалл вышла, представляя коллекцию выпускных платьев бренда Sherri Hill.
Весной 2014 года юная звезда дебютировала на Неделе моды. В Нью-Йорке она демонстрировала новую коллекцию Марка Джейкобса, в Лондоне её выбрали для показа Giles Deacon, а в Париже юная звезда представляла бренды Givenchy и Chanel. Но самый неожиданный поворот — это написанный сестрами Дженнер фантастический роман «Rebels: City of Indra», который вышел в июне 2014. Он повествует о жизни двух девушек, обладающих супер силой. Сестры считают, что это «волнующая мрачная история», и даже здесь они правильно уловили интонации времени — феминизм вперемешку с тревогой за будущее.
В июле 2014 года Карл Лагерфельд пригласил Дженнер стать лицом новой коллекции дома Chanel. А в ноябре этого года Кендалл была выбрана лицом косметической марки Estee Lauder. В 2014 году Кендалл заключила новые контракты сразу с тремя модельными агентствами: The Society Manangement, Elite Paris и Elite London. В сезоне 2014—2015 Кендалл дефилировала на мировых подиумах, представляя коллекции Chanel, Dolce & Gabbana, Vera Wang, Donna Karan, Michael Kors, Diane Von Furstenberg, Tommy Hilfiger, Marc Jacobs, Fendi, Ports 1961, Oscar de la Renta, Bottega Veneta, Pucci, Sonia Rykiel и Balmain. Кендалл также снялась для рекламной кампании, и став одной из девушек Givenchy, группы, которую Рикардо Тиши называет Givenchy Gang. Авторитетный портал Models.com включил Кендалл Дженнер в топ-50 моделей 2014 года. В апреле 2014 года, журналом People, Кендалл Дженнер была названа одной из 50 самых красивых людей в мире, а компания Google назвала Кендалл второй моделью в мире, по количеству запросов в поиске google в 2014 году. Издание Times внесло сестёр в список 30-ти самых влиятельных подростков 2014 года. В этом списке девушки также оказались и в следующем, 2015 году.
На Неделе Высокой моды в Париже весной 2015 года Кендалл закрыла показ коллекции Haute Couture осень-зима 2015/2016. Среди иных достижений Кендалл этого года— работа для H&M X Balmain: она стала лицом самой ожидаемой коллаборации года. В апреле 2015 мужской журнал FHM опубликовал свой ежегодный рейтинг 100 самых сексуальных женщин мира, присвоив Кендалл почетное 2-е место. Дженнер заняла 16-ю позицию в рейтинге самых высокооплачиваемых моделей мира по версии Forbes с доходом около 4 миллионов долларов в год.
10 ноября 2015 года Кендалл, вместе с Джиджи Хадид дебютировали на юбилейном показе Victoria’s Secret, в Нью-Йорке. «Это самый лучший подарок на день рождения в мире! Мечта всей моей жизни сбылась. Я на подиуме @victoriassecret. Ах да! И со мной будет моя лучшая подруга» — написала тогда Дженнер в своем Instagram. Дебют был удачным, и в следующем, 2016 году, подруги открывали ежегодный показ Victoria’s Secret Fashion Show, на этот раз проходивший в столице моды — Париже.
В том же 2016 году Кендалл Дженнер была признана моделью года (выбор читателей) по версии влиятельного портала Models.com.
В сентябре 2017 года, фэшн-издание Daily Front Row назвало Кендалл «модной иконой десятилетия». А в ноябре она была признана самой высокооплачиваемой моделью в мире, по версии журнала Forbes, обойдя Жизель Бундхен, возглавлявшую этот список последние 15 лет, с 2002 года. Доход Кендалл составил 22 млн долларов.

## Фильмография
| Год               | Название                                       | Эпизод                              |
| ----------------- | ---------------------------------------------- | ----------------------------------- |
| 2007- наст. время | Keeping Up with the Kardashians                | Series regular (157 episodes)       |
| 2008              | E! True Hollywood Story                        | Documentary                         |
| 2009              | Kourtney and Khloé Take Miami                  | TV series                           |
| 2011              | Kourtney and Kim Take New York                 | 2 episodes                          |
| 2011              | Khloé & Lamar                                  | Episode: «Unbreakable»              |
| 2012              | America’s Next Top Model Cycle 18              | Episode: «Kris Jenner»              |
| 2014              | Ridiculousness                                 | Episode: «Kendall and Kylie Jenner» |
| 2014              | Much Music Video Awards                        | Co-host (with Kylie Jenner)         |
| 2015              | 2015 Billboard Music Awards                    | Co-host (with Kylie Jenner)         |
| 2015              | Taylor Swift: The 1989 World Tour Concert film | Filmed at Hyde Park, London         |
| 2015              | I Am Cait                                      | Documentary                         |
| 2015              | Victoria’s Secret Fashion Show 2015            | Fashion show                        |
| 2016              | 2016 MTV Movie Awards                          | Co-host (with Gigi Hadid)           |

### Актриса
| Год  | Название                                        | Роль       | Эпизод                                 |
| ---- | ----------------------------------------------- | ---------- | -------------------------------------- |
| 2012 | Hawaii Five-0                                   | AJ         | Episode: «I Ka Wa Mamua» (3.6)         |
| 2014 | The High Fructose Adventures of Annoying Orange | Strawberry | Episode: «Shakesparagus Speare» (2.23) |
| 2018 | Ocean’s 8                                       |            |                                        |

### Клипы
| Год  | Название            | Исполнитель                               | Роль          |
| ---- | ------------------- | ----------------------------------------- | ------------- |
| 2010 | «Blacklight»        | One Call                                  | Love interest |
| 2014 | «Recognize»         | PartyNextDoor (featuring Drake)           | Driver        |
| 2016 | «#WHERESTHELOVE»    | The Black Eyed Peas (featuring The World) | Herself       |
| 2017 | «Enchanté (Carine)» | Fergie (featuring Axl Jack)               | Herself       |
| 2018 | «Freaky Friday»     | Lil Dicky (featuring Chris Brown)         | Herself       |

## Награды и номинации
| Награда                | Год  | Категория                               | Работа              | Результат |
| ---------------------- | ---- | --------------------------------------- | ------------------- | --------- |
| Teen Choice Awards     | 2013 | Выбор: звезда реалити шоу               | Семейство Кардашьян | Победа    |
| Teen Choice Awards     | 2014 | Выбор: звезда реалити шоу               | Семейство Кардашьян | Номинация |
| Teen Choice Awards     | 2014 | Выбор: икона стиля                      | Н/д                 | Номинация |
| Teen Choice Awards     | 2014 | Выбор: самая горячая девушка            | Н/д                 | Номинация |
| Teen Choice Awards     | 2015 | Выбор: лучшая модель                    | Н/д                 | Победа    |
| Teen Choice Awards     | 2016 | Выбор: лучшая модель                    | Н/д                 | Победа    |
| Teen Choice Awards     | 2016 | Выбор: самая горячая девушка            | Н/д                 | Победа    |
| Teen Choice Awards     | 2017 | Выбор: лучшая модель                    | Н/д                 | Победа    |
| Teen Choice Awards     | 2017 | Выбор: лучший инстаграм                 | Н/д                 | Номинация |
| Teen Choice Awards     | 2018 | Выбор: лучший снепчат                   | Н/д                 | Номинация |
| Teen Choice Awards     | 2018 | Выбор: самая горячая девушка            | Н/д                 | Номинация |
| Young Hollywood Awards | 2014 | Выбор: икона стиля                      | Н/д                 | Номинация |
| Young Hollywood Awards | 2014 | Выбор: Youre So Fancy                   | Н/д                 | Номинация |
| Bravo Otto Awards      | 2013 | Выбор: горячая пара                     | Н/д                 | Номинация |
| Shorty Awards          | 2016 | Выбор: мода                             | Н/д                 | Номинация |
| British Fashion Awards | 2016 | Выбор: международная модель             | Н/д                 | Номинация |
| Fashion Media Awards   | 2017 | Выбор: модная икона десятилетия         | Н/д                 | Победа    |
| Webby Awards           | 2016 | Выбор: звезда интернета                 | Н/д                 | Номинация |
| InStyle Media Awards   | 2015 | Выбор: самая модная королева подростков | Н/д                 | Номинация |
| Models.com             | 2015 | Выбор: женщина                          | Н/д                 | Победа    |
| Models.com             | 2015 | Выбор: женщина                          | Н/д                 | Победа    |
| Models.com             | 2015 | Выбор: женщина                          | Н/д                 | Номинация |
| Models.com             | 2015 | Выбор: модель года                      | Н/д                 | Номинация |
| Lovie Awards           | 2015 | Выбор: лучшее видео                     | Н/д                 | Победа    |